# Brian Birch (Fußballspieler, 1931)
Brian Birch (* 18. November 1931 in City of Salford; † 1989 in Johannesburg) war ein englischer Fußballspieler und -trainer. Durch seine erfolgreiche Trainertätigkeit für Galatasaray Istanbul wird er sehr stark mit diesem Verein assoziiert. Er führte in den Spielzeiten 1970/71, 1971/72 und 1972/73 Galatasaray dreimal zur Meisterschaft und war damit der erste Trainer im türkischen Fußball der drei Mal in Folge die türkische Meisterschaft gewann.

## Spielerkarriere
Birch begann als 14-Jähriger für die Nachwuchsabteilung von Manchester United zu spielen. Mit 17 Jahren wurde er schließlich vom legendären Manchster-Trainer Matt Busby in den Profikader aufgenommen und gab schließlich am 27. August 1949 in der Ligapartie gegen West Bromwich Albion sein Debüt für die erste Mannschaft. Hier war er einer jener jungen Spieler die als „Busby Babes“ Bekanntheit erlangten. Die nachfolgenden Spielzeiten fristete er im Kader der Profimannschaft eher ein Reservistendasein und konnte sich, außer einer Phase in der Saison 1950/51 in der er in neun Spielen vier Tore erzielte, nie als Stammspieler etablieren. Nach einer weiteren Ligapartie wurde er gegen Ende der Saison 1951/52 gegen die Ablösesumme von 10.000 £ an die Wolverhampton Wanderers verkauft.
Bei den Wolves blieb er nur neun Monate und zog dann zu Lincoln City weiter. Bei diesem Klub gelang Birch der erhoffte Durchbruch. So erzielte er in drei Spielzeiten in 56 Ligaspielen 15 Tore. Im Dezember 1955 wollte ihn Lincoln zu Boston United transferieren, der Spieler weigerte sich jedoch dem Transfer zuzustimmen und wechselte schließlich im Sommer 1956 zum AFC Barrow. Während seiner Zeit bei Barrow steigerte er seine Leistungen weiter und kam in zwei Spielzeiten in 60 Ligaspielen auf 27 Tore. Nach weiteren Stationen bei Exeter City, Oldham Athletic, AFC Rochdale, AFC Mossley (1962/63, 5 Pflichtspiele/0 -tore) und Boston United (24 Pflichtspiele/7 -tore) wanderte er im Februar 1964 nach Australien aus.

## Trainerkarriere
Birch begann nach seiner Spielerkarriere als Trainer zu arbeiten und trainierte Vereine in Australien, Neuseeland und auf Hawaii. Ab 1967 begann er bei den Blackburn Rovers als Nachwuchstrainer zu arbeiten. Bis zum Sommer 1970 stieg er bei den Rovers zum Co-Trainer der Profimannschaft auf und leitete daneben noch Trainerseminare für den The Football Association, dem englischen Fußballverband.
Im Sommer 1970 wurde er beim türkischen Verein Galatasaray Istanbul als neuer Cheftrainer vorgestellt. Hier sagte er in seinem ersten Interview auf die Frage, ob er Galatasaray kenne, er kenne nur den Klubpräsidenten. Bei Galatasaray arbeitete er von Anfang an intensiv mit dem technischen Direktor Coşkun Özarı zusammen. Özarı übernahm neben organisatorischen Aufgaben auch viele Trainerpflichten, leitete teilweise das Training und stellte vor jeder Saison die Mannschaft für die kommende Saison zusammen. Da Birch vom türkischen Fußballverband über lange Zeit keine Trainerlizenz für die türkische Liga bekam, trat Özarı auch offiziell als Cheftrainer auf und Birch lediglich als Co-Trainer. Unter dieser Trainerkonstellation startete Birch mit seiner Mannschaft mit dem Sieg des im vorsaisonalen ausgetragenen TSYD-Istanbul-Pokal. In der Liga startete Galatasaray mit einer 0:1-Auswärtsniederlage gegen Bursaspor, verlor danach jedoch kein weiteres Vorrundenspiel. In den nächsten 13 Spielen holte das Trainer-Duo Birch-Özarı acht Siege und fünf Unentschieden und übernahm am 14. Spieltag die Tabellenführung. Nachdem auch die Partie vom 15. Spieltag gegen PTT Ankara mit 7:1 auf spektakuläre Weise gewonnen werden konnte, wurde die Hinrunde als Herbstmeister beendet. In der Rückrunde verteidigte Birchs Mannschaft zwar bis zum Saisonende die Tabellenführung, jedoch lieferte sich sein Team mit dem amtierenden Meister und Erzrivalen Fenerbahçe Istanbul ein dichtes Kopf-an-Kopf-Rennen um die türkische Meisterschaft. Mit dem 24. Spieltag baute zwar Galatasaray den Vorsprung auf Fenerbahçe auf vier Punkte aus, jedoch reduzierte Fenerbahçe durch einen Sieg vom 25. Spieltag gegen Galatasaray den Unterschied wieder auf zwei Punkte. Nach einer 0:1-Niederlage vom 27. Spieltag gegen MKE Ankaragücü und einem 0:0-Unentschieden gegen Samsunspor am 28. Spieltag Galatasarays, schloss Fenerbahçe punktgleich auf und war nur wegen des schlechteren Torverhältnisses Zweiter. Nachdem aber Galatasaray die verbleibenden zwei Spiele souverän gewinnen konnte, beendete es die Saison als türkischer Meister. In der Spielzeit 1971/72 blieb Birchs Mannschaft der Tabellenspitze zwar lange Zeit fern, jedoch behielt sie einen kleinen Punkteabstand zum Tabellenführer. Erst am letzten Tag der Hinrunde übernahm Galatasaray die Tabellenführung und beendete die Hinrunde als Herbstmeister. In der Rückrunde vergab man sofort die Tabellenführung für zwei Spieltagen an den Erzrivalen Beşiktaş Istanbul. Am 18. Spieltag wurde die Tabellenführung wieder übernommen. In den verbleibenden Spieltagen setzte sich Galatasaray von seinen Verfolgern ab und sicherte sich am 28. Spieltag die Titelverteidigung in der türkischen Meisterschaft vor dem Vizemeister Eskişehirspor. Im Anschluss an die Saison gewann Birch mit seiner Mannschaft gegen Ankaragücü den Präsidenten-Pokal, den damaligen türkischen Supercup. Im Gegensatz zu den zwei vorherigen Spielzeiten befand Birchs Mannschaft in der Saison 1972/73 sich vom ersten Spieltag an auf den drei oberen Tabellenplätzen. Am 5. Tabellenplatz übernahm seine Mannschaft das erste Mal die Tabellenführung, vergab sie aber bereits nach einem Spieltag an Fenerbahçe. Am 13. Spieltag übernahm Galatasaray zum zweiten Mal die Tabellenführung und beendete zum dritten Mal in Folge die Hinrunde als Herbstmeister. In der Rückrunde baute Birch mit seiner Mannschaft den Punktevorsprung gegen den ärgsten Verfolger Fenerbahçe weiter aus und sicherte sich am 27. Spieltag mit einem 1:0-Heimsieg gegen Fenerbahçe, drei Spieltage vor dem Saisonende, zum dritten in Folge die türkische Meisterschaft. Dadurch gelang Galatasaray als erste Mannschaft überhaupt drei Mal in Folge und Birch wurde der erste Trainer dem dieser Erfolg gelang. Dieser Meisterschaftsrekord wurde erst in der Saison 1998/99 und bisher nur ein Mal durch Fatih Terim mit Galatasaray wiederholt und nach einer weiteren Spielzeit mit vier Meisterschaften in Folge gebrochen. Das Trainer-Duo Birch-Özarı holte in der Saison 1972/73 zudem den türkischen Pokal und schaffte damit in dieser Saison auch den türkischen Double-Sieg. Damit holte Birchs Mannschaft den zweiten Double-Sieg der Vereinsgeschichte.
In die Saison 1973/74 startete Birch mit seiner Mannschaft sofort als Tabellenführer und übernahm diese bis zur Winterpause mehrere Male erneut. Am letzten Spieltag der Hinrunde wurde die Tabellenführung und damit die Herbstmeisterschaft an den Erzrivalen Fenerbahçe vergeben. In der Rückrunde verlor das Birch-Team immer den Anschluss an die Tabellenführung und beendete die Saison in der damals gültigen Zwei-Punkte-Regel mit einem Acht-Punkte-Vorsprung auf den Erstplatzierten Fenerbahçe weit abgeschlagen als Tabellenfünfter. In dieser Spielzeit gewann sein Team lediglich den 50. Yıl Kupası, einen zu Ehren der 50-jährigen Staatsgründung der Türkei organisierten Pokal. Nach dieser enttäuschenden Saison verließ Birch den Verein und wurde durch seinen Landsmann Done Howe ersetzt. Ein wichtiger Grund, weshalb er die Türkei verließ, war der Umstand, dass Birch in den letzten drei Jahren mehrere Male vom türkischen Fußballverband vor das Disziplinarkomitee gestellt wurde.
Nach seinem Abschied von Galatasaray begann Birch ab November 1974 den ägyptischen Erstligisten Union Sporting zu trainieren. Diesen Verein führte er binnen drei Monaten vom 12. Tabellenplatz auf den 6. Tabellenplatz. Nach dieser Tätigkeit trainierte Brich auch mit al Zamalek SC eines der erfolgreichsten Teams Ägyptens. Während seiner Tätigkeit in Ägypten versuchte Brich allerdings auch seine Karriere wieder in der Türkei fortsetzen zu können. Dies scheiterte an dem Umstand, dass der türkische Verband um Verbandspräsident Hasan Cemal Polat Birch wegen seiner vorherigen Regelverstöße keine Lizenz mehr ausstellte.
Anschließend trainierte Birch bis zum Herbst 1977 den schwedischen Verein Helsingborgs IF. Im Frühjahr 1978 übernahm er den griechischen Vereine Ethnikos Piräus und schaffte mit dem Verein die Tabellenführung.
Obwohl Birch nach seinem Weggang von Galatasaray immer wieder vor einer Neuverpflichtung stand, kam es zu einer weiteren Zusammenarbeit erst im Sommer 1980. Mit Galatasaray blieb Birch zwar in der Meisterschaft, war aber von den Istanbuler Vereinen der einzige der zum ärgsten Verfolger von Trabzonspor wurde. Am Saisonende beendete Galatasaray die Liga auf dem 3. Tabellenplatz. Nachdem Birch mit seiner Mannschaft einen schlechten Start in die Saison 1981/82 erwischte, wurde er Ende November 1981 entlassen.
Ab März 1984 begann Birch den griechischen Verein Panionios Athen zu trainieren.
Zur Saison 1987/88 übernahm er beim türkischen Erstligisten MKE Ankaragücü das Amt des Cheftrainers. Diesen Verein trainierte er nur drei Spieltage lang und trat anschließend von seinem Amt zurück.

## Erfolge

### Als Trainer
Mit Galatasaray Istanbul
- Türkischer Meister: 1970/71, 1971/72, 1972/73
- Türkischer Pokalsieger: 1972/73
- Präsidenten-Pokalspieler: 1971/72
- Sieger des 50. Yıl Kupası: 1973/74
- TSYD-Istanbul-Pokalsieger: 1970/71, 1980/81